# Uno-X Pro Cycling Team/Saison 2022
Dieser Artikel beschreibt die Mannschaft und die Siege des Radsportteams Uno-X Pro Cycling Team in der Saison 2022 auf.

## Mannschaft
| Teamkader 2022             | Teamkader 2022     | Teamkader 2022 | Teamkader 2022                |
| Name                       | Geburtsdatum       | Land           | Vorheriges Team               |
| -------------------------- | ------------------ | -------------- | ----------------------------- |
| Jonas Abrahamsen           | 20. September 1995 | Norwegen       | Ringeriks-Kraft (2016)        |
| Idar Andersen              | 30. April 1999     | Norwegen       | Gauldal Sykleklubb (2017)     |
| Erlend Blikra              | 11. Januar 1997    | Norwegen       | Team Coop (2019)              |
| Anthon Charmig             | 25. März 1998      | Dänemark       | Uno-X DARE Development (2021) |
| Fredrik Dversnes           | 20. März 1997      | Norwegen       | Team Coop (2021)              |
| Niklas Eg                  | 6. Januar 1995     | Dänemark       | Trek-Segafredo (2021)         |
| Jonas Gregaard             | 30. Juli 1996      | Dänemark       | Astana-Premier Tech (2021)    |
| Tord Gudmestad             | 8. Mai 2001        | Norwegen       | Team Coop (2021)              |
| Kristoffer Halvorsen       | 13. April 1996     | Norwegen       | EF Pro Cycling (2020)         |
| Lasse Norman Leth          | 11. Februar 1992   | Dänemark       | Qhubeka NextHash (2021)       |
| Jacob Hindsgaul            | 14. Juli 2000      | Dänemark       | ColoQuick (2019)              |
| Ådne Holter                | 8. Juli 2000       | Norwegen       | Lillehammer Cykleklubb (2021) |
| Morten Hulgaard            | 23. August 1998    | Dänemark       | ColoQuick (2019)              |
| Anders Halland Johannessen | 23. August 1999    | Norwegen       | Uno-X DARE Development (2021) |
| Tobias Halland Johannessen | 23. August 1999    | Norwegen       | Uno-X DARE Development (2021) |
| Kristian Kulset            | 1. Oktober 1995    | Norwegen       | Ringeriks-Kraft (2016)        |
| Sindre Kulset              | 7. August 1998     | Norwegen       | Ringerike Sykkelklubb (2017)  |
| Niklas Larsen              | 22. März 1997      | Dänemark       | ColoQuick (2019)              |
| William Blume Levy         | 14. Januar 2001    | Dänemark       | ColoQuick (2021)              |
| Erik Nordsæter Resell      | 28. September 1996 | Norwegen       | Lillehammer Cykleklubb (2016) |
| Lars Saugstad              | 28. Mai 1997       | Norwegen       |                               |
| Anders Skaarseth           | 7. Mai 1995        | Norwegen       | Joker Icopal (2017)           |
| Iver Skaarseth             | 15. März 1998      | Norwegen       | Lillehammer Cykleklubb (2017) |
| Torjus Sleen               | 30. März 1997      | Norwegen       | Lillehammer Cykleklubb (2016) |
| Rasmus Tiller              | 28. Juli 1996      | Norwegen       | NTT Pro Cycling (2020)        |
| Torstein Træen             | 16. Juli 1995      | Norwegen       | Ringeriks-Kraft (2016)        |
| Martin Bugge Urianstad     | 6. Februar 1999    | Norwegen       | Stavanger Sykleklubb (2018)   |
| Søren Wærenskjold          | 12. März 2000      | Norwegen       | Joker Fuel of Norway (2020)   |
| Syver Wærsted              | 8. August 1996     | Norwegen       | Ringeriks-Kraft (2016)        |
|                            |                    |                |                               |
| Quelle: ProCyclingStats    |                    |                |                               |

## Siege
| Siege    | Siege                                                            | Siege      | Siege  | Siege                      | Siege |
| Datum    | Rennen                                                           | Staat      | Klasse | Sieger                     |       |
| -------- | ---------------------------------------------------------------- | ---------- | ------ | -------------------------- | ----- |
| 30. Jan. | Grand Prix Megasaray                                             | Türkei     | 1.2    | Tord Gudmestad             |       |
| 5. Feb.  | Étoile de Bessèges, 4. Etappe                                    | Frankreich | 2.1    | Tobias Halland Johannessen |       |
| 12. Feb. | Tour of Oman, 3. Etappe                                          | Oman       | 2.Pro  | Anthon Charmig             |       |
| 12. Feb. | Tour of Antalya, 3. Etappe                                       | Türkei     | 2.1    | Jacob Hindsgaul            |       |
| 13. Feb. | Tour of Antalya, Gesamtwertung                                   | Türkei     | 2.1    | Jacob Hindsgaul            |       |
| 22. Mai  | Boucles de l’Aulne                                               | Frankreich | 1.1    | Idar Andersen              |       |
| 19. Jun. | Norwegische Meisterschaften, Straßenrennen der U23-Männer        | Norwegen   | CN     | Søren Wærenskjold          |       |
| 26. Jun. | Norwegische Meisterschaften, Straßenrennen der Männer            | Norwegen   | CN     | Rasmus Tiller              |       |
| 19. Sep. | UCI-Straßen-Weltmeisterschaften, Einzelzeitfahren der U23-Männer | Australien | CM     | Søren Wærenskjold          |       |
| 16. Okt. | Tour de Langkawi, 6. Etappe                                      | Malaysia   | 2.Pro  | Erlend Blikra              |       |